# Florens Luoga
Florens Luoga es un abogado y académico tanzano.
Es el vicecanciller segundo de la Universidad de Dar es-Salam y la presidenta de Tanzania Revenue Authority. Desde enero de 2018, es el gobernador del Banco de Tanzania, el banco central del país.